# Episodi di Tiger & Bunny
Questa è la lista degli episodi dell'anime Tiger & Bunny.
L'anime prodotto dallo studio d'animazione Sunrise e diretto da Keiichi Satō, è stato trasmesso in Giappone dal 2 aprile al 17 settembre 2011 su BS11, MBS e Tokyo MX per un totale di 25 episodi. Per i primi tredici episodi, la sigla di apertura è Orion o nazoru (リオンをなぞる?) degli Unison Square Garden, mentre la sigla di chiusura è Hoshi no sumika  (星のすみか?) di Aobozu. Per gli episodi del quattordicesimo in poi, la sigla di apertura è Missing Link dei NOVELS, mentre quella di chiusura è Mind Game (マインドゲーム?, Maindo Gēmu) di Tamaki. Durante l'ultimo episodio invece è stata utilizzata come sigla di chiusura Orion wo nazoru degli Unison Square Garden.
Il 4 gennaio 2018 è stata annunciata un'altra serie anime realizzata da alcuni degli stessi collaboratori di Sunrise, intitolata Double Decker! Doug & Kirill, ed è stata trasmessa dal 30 settembre al 23 dicembre 2018. Come Tiger & Bunny, i due protagonisti di questa serie sono un duo che combatte il crimine, rispettivamente un veterano esperto e un giovane principiante ambizioso, ma non si svolge nello stesso universo narrativo della serie principale.
Il 30 marzo 2019, Nikkan Sports ha annunciato che un sequel della serie originale Tiger & Bunny era già in produzione. Il 2 aprile 2020, il sequel è stato annunciato con il titolo Tiger & Bunny 2. I doppiatori Hiroaki Hirata e Masakazu Morita sono tornati a prestare la voce ai rispettivi personaggi. L'anime è prodotto dallo studio Bandai Namco Pictures, con Mitsuko Kase che sostituisce Keiichi Satō alla regia. Il character design è curato dal mangaka Masakazu Katsura. Il sequel è composto da 25 episodi, divisi in due parti. I primi 13 episodi sono stati pubblicati l'8 aprile 2022 su Netflix, mentre i restanti 12 episodi sono usciti il 7 ottobre 2022. La sigla di apertura è kaleido proud fiest degli Unison Square Garden, mentre la sigla di chiusura è Aida di Ano.
In Italia la prima stagione è stata distribuita su Netflix con doppiaggio italiano il 28 febbraio 2021, quasi 10 anni dopo la trasmissione originale in Giappone. La seconda stagione invece è stata distribuita in contemporanea con la trasmissione originale, anche con il doppiaggio in italiano.

## Lista episodi

### Prima stagione
| Nº serie | Nº | Titolo italiano Giapponese 「Kanji」 - Rōmaji | In onda           | In onda          |
| Nº serie | Nº | Titolo italiano Giapponese 「Kanji」 - Rōmaji | Giapponese        | Italiano         |
| 1        | 1  | Tutto è bene quel che finisce bene. 「終わりよければすべてよし」 - Owariyokereba subete yoshi | 2 aprile 2011     | 28 febbraio 2021 |
| 1        | 1  | La città di Stern Bild è protetta da un gruppo di individui superpotenti noti come NEXT (Entità note con talenti straordinari), che competono anche per la popolarità sulla rete Hero TV. Uno di loro è Kotetsu "Wild Tiger" Kaburagi che è considerato oltre il suo apice, soprattutto dopo l'arrivo di Barnaby "Bunny" Brooks Jr., un eroe alle prime armi che possiede lo stesso potere che ha lui. Quando la sua azienda sponsor viene rilevata, Kotetsu è costretto a lavorare sotto la supervisione di Alexander Lloyds, adottare un look nuovo e migliorato e formare una partnership riluttante con Barnaby. |                   |                  |
| 2        | 2  | Chi ben comincia è alla metà dell'opera. 「はじめが肝心」 - Hajime ga kanjin | 9 aprile 2011     | 28 febbraio 2021 |
| 2        | 2  | Una gigantesca statua di pietra imperversa per la città, ma Kotetsu e Barnaby sono in svantaggio a causa della loro riluttanza a lavorare insieme. Doc Saito, il capo ricercatore dell'azienda, mostra a Kotetsu quanto sia resistente la sua nuova tuta rispetto a quella vecchia. Il prossimo dietro l'attacco alla statua, un giovane ragazzo con telecinesi, prende di mira una pista di pattinaggio di alto livello, dove si sta esibendo la figlia di Kotetsu, Kaede Kaburagi. Barnaby salva Kaede mentre Kotetsu, ricordando come un NEXT chiamato Mr. Legend lo abbia ispirato a diventare un eroe, riesce a convincere il ragazzo a usare i suoi poteri per il bene quando la pista di pattinaggio inizia a crollare prima di cadere a terra. |                   |                  |
| 3        | 3  | Scherzando si può dir anche la verità. 「嘘から出た真実」 - Uso kara deta shinjitsu | 16 aprile 2011    | 28 febbraio 2021 |
| 3        | 3  | Hero TV gira un documentario su Barnaby. Con grande sgomento di Kotetsu, è costretto a seguire gli ordini della produttrice di Hero TV, Agnes Joubert. Durante la visita a un edificio appena inaugurato, i due scoprono che una bomba è stata piazzata all'interno dell'edificio. Sospettato che un riparatore abbia affermato di essere in esecuzione un controllo di manutenzione su un ascensore, Kotetsu trova la bomba nella presa d'aria, ma Barnaby non è in grado di disinnescarla in tempo. Istintivamente, Kotetsu riesce a convincere Barnaby a combinare i loro poteri per permettere alla bomba di esplodere in sicurezza sopra l'edificio. |                   |                  |
| 4        | 4  | Spesso la paura è più grande del pericolo. 「案ずるより、産むが易し」 - Anzuru yori, umu ga yasushi | 23 aprile 2011    | 28 febbraio 2021 |
| 4        | 4  | A seguito di un errore durante una missione, Karina "Blue Rose" Lyle lotta con la natura poco gratificante di un'eroina e decide di smettere per realizzare il suo sogno originale di essere una cantante. Mentre parla con Kotetsu, rivela la sua motivazione come eroe per salvare le persone senza riguardo per il riconoscimento. Più tardi, Karina si esibisce in un bar, ignorando una missione di salvataggio su una piattaforma petrolifera in fiamme. Tuttavia, dopo aver sentito i fischi di alcuni clienti ubriachi contro gli eroi che lottano sulla scena, Karina si rende conto delle parole di Kotetsu ed entra in azione in tempo per salvare gli altri eroi. |                   |                  |
| 5        | 5  | Giocarsi tutto. 「当たって砕けろ！」 - Atatte kudakero! | 30 aprile 2011    | 28 febbraio 2021 |
| 5        | 5  | Un giorno prima del suo compleanno, Barnaby esprime la sua rabbia nei confronti di Kotetsu dopo che la loro azienda deve pagare per i danni collaterali che ha causato. Kotetsu, fraintendendo il motivo della frustrazione di Barnaby, organizza una festa di compleanno a sorpresa per lui con gli altri eroi. Tuttavia, il loro piano di sorprendere Barnaby fingendo di essere dei ladri va storto quando un vero ladro di nome Pauly, un NEXT che può trasformare la sua pelle in diamante, ruba un diamante inestimabile. Kotetsu e Barnaby hanno problemi a superare la pelle di diamante di Pauly, ma una speciale "modalità fortuna" aggiunta da Saito alla loro tuta si attiva nel loro ultimo secondo di potere, permettendo loro di sfondarla. Saito in seguito rivela che la funzione è puramente cosmetica, ed è stato il loro lavoro di squadra a sconfiggere Pauly. |                   |                  |
| 6        | 6  | Il fuoco è un buon servo e un cattivo padrone. 「炎は従順なしもべだが、悪しき主人でもある」 - Honoo wa jūjun na shimobe daga, ashiki shujin demo aru | 7 maggio 2011     | 28 febbraio 2021 |
| 6        | 6  | I criminali che Barnaby ha arrestato nel suo primo caso vengono uccisi in prigione da una misteriosa fiamma blu, con Nathan "Fire Emblem" Seymore come principale sospettato. Kotetsu viene trascinato in prigione per aiutare a fornire dati, dove lui e Nathan assistono all'uccisione di un altro detenuto da parte della strana fiamma. Nel frattempo, Barnaby indaga sul marchio dell'Ouroboros che è stato indossato dall'assassino dei suoi genitori. Più tardi, Kotetsu e Nathan vengono attaccati da un mech armato di un potente lanciafiamme. Sebbene il suo controllore riesca a fuggire, Kotetsu riconosce il colpevole come lo stesso riparatore che ha piazzato la bomba dell'ascensore. Barnaby deduce che l'attentatore ha intenzione di uccidere chiunque abbia visto la sua faccia sulla scena, inclusa Agnes. Gli eroi riescono a salvarla e a mettere all'angolo il colpevole. Barnaby vede il marchio dell'Ouroboros sul suo collo, ma il possessore della fiamma blu, un misterioso NEXT, appare improvvisamente e uccide l'uomo. |                   |                  |
| 7        | 7  | Il lupo sa cosa pensa l'animale malato. 「蛇の道は蛇」 - Ja no michi wa hebi | 14 maggio 2011    | 28 febbraio 2021 |
| 7        | 7  | Barnaby racconta a Kotetsu e Nathan del sindacato Ouroboros che ha ucciso i suoi genitori, frustrato dal fatto di aver perso un'altra pista. Nathan teorizza che il misterioso NEXT armato di fiamme stia uccidendo i membri di Ouroboros per tenerli tranquilli. Con Barnaby che non risponde alle sue chiamate, Kotetsu viene temporaneamente accoppiato con Karina per fermare una situazione di ostaggi. In seguito, agli eroi viene chiesto di entrare nel nascondiglio di un sindacato del crimine in una chiesa, ma proprio mentre stanno per fare la loro mossa, il misterioso NEXT attacca il nascondiglio. Mentre gli altri eroi cercano senza successo di salvare il maggior numero possibile di criminali, Barnaby insegue il NEXT, che si identifica come "Lunatic", predicando il suo tipo di giustizia. |                   |                  |
| 8        | 8  | C'è sempre un'altra possibilità. 「必ず機会が来る」 - Kanarazu kikai ga kuru | 21 maggio 2011    | 28 febbraio 2021 |
| 8        | 8  | Mentre Lunatic continua a uccidere criminali, il pubblico inizia a mettere in discussione la necessità di eroi. Viene lanciata una campagna di pubbliche relazioni, con Kotetsu e Barnaby che visitano l'Accademia degli Eroi insieme a Ivan "Origami Cyclone" Karelin, che ha molti dubbi sul suo valore come eroe. Il più caro amico e compagno di classe di Ivan, Edward, era il miglior studente della Hero Academy, fino a quando non ha sparato accidentalmente a un ostaggio che stava cercando di salvare ed è stato imprigionato con l'accusa di omicidio. Edward fugge di prigione e attacca Ivan, incolpandolo di aver esitato a sostenerlo durante l'incidente, ma Kotetsu salva Ivan e lo incoraggia a fermare Edward. Ivan affronta Edward, che viene attaccato da Lunatic, i cui obiettivi sono gli omicidi, non i membri di Ouroboros. Kotetsu e Barnaby arrivano presto sulla scena per combattere Lunatic. Kotetsu, sebbene ferito nell'attacco, riesce a rompere parte della maschera di Lunatic, costringendolo a fuggire. Dopo che Edward viene rimesso in custodia dalla polizia, Ivan giura di uscire dallo sfondo, mentre Barnaby si chiede perché Kotetsu faccia così tanto per lui. Alla fine dell'episodio, viene rivelato che Lunatic è Yuri Petrov, il giudice di Stern Bild. |                   |                  |
| 9        | 9  | Non sgridare mai un bambino e crescerà viziato. 「かわいい子には旅をさせよ」 - Kawaii ko niwa tabi wo saseyo | 28 maggio 2011    | 28 febbraio 2021 |
| 9        | 9  | Gli eroi hanno il compito di tenere d'occhio il bambino del sindaco, un NEXT con forti poteri telecinettici che presto si affeziona a Huang "Dragon Kid" Pao-Lin. Pao-Lin e il bambino rimangono per la notte a casa di Barnaby, dove Barnaby condivide con Kotetsu le sue scoperte riguardo all'Ouroboros, l'organizzazione criminale coinvolta nella morte dei suoi genitori. Il giorno dopo, i due scoprono che Pao-Lin e il bambino sono stati rapiti da un trio di sorelle criminali NEXT, ognuna con un'abilità basata sull'olfatto, che chiedono un riscatto di un milione. Con l'aiuto del bambino, Pao-Lin riesce a sottomettere i criminali, ma la vista di Kotetsu che impugna una delle pistole stordenti delle sorelle fa ricordare a Barnaby il volto dell'uomo che ha ucciso i suoi genitori e lascia la scena in fretta. |                   |                  |
| 10       | 10 | La calma prima della tempesta. 「嵐の前の静けさ」 - Arashi no mae no shizukesa | 4 giugno 2011     | 28 febbraio 2021 |
| 10       | 10 | Kotetsu viene messo in vacanza pagata e decide di tornare a casa per visitare la sua famiglia, acquistando uno strano peluche noto come Orso Pazzo lungo la strada. Nel frattempo, Barnaby sembra aver trovato il criminale responsabile dell'omicidio dei suoi genitori, Jake Martinez. Sulla strada di casa, Kotetsu si imbatte in un attentato terroristico su un ponte, decidendo di occuparsene da solo in modo che Barnaby possa indagare su Jake. Presto scopre che gli aggressori sono un gruppo di mech pilotati da Orsi Pazzi viventi, con altri bombardamenti che avvengono in giro per la città. Con gli eroi sopraffatti, Barnaby decide di posticipare la sua visita in prigione per aiutare Kotetsu. Proprio in quel momento, i colpevoli si rivelano essere Ouroboros, che mette in ostaggio l'intera città dell'isola e chiede in cambio il rilascio di Jake. |                   |                  |
| 11       | 11 | Il dado è tratto. 「賽は投げられた」 - Sai wa nagerareta | 11 giugno 2011    | 28 febbraio 2021 |
| 11       | 11 | I piani alti discutono su come rispondere alle richieste di Ouroboros, mentre Barnaby è frustrato per aver perso ancora una volta il suo unico vantaggio. Mentre Ouroboros inizia ad attaccare le colonne che sostengono Stern Bild, Kotetsu e Barnaby vanno a trovare il sindaco per convincerlo a dare priorità alla sicurezza pubblica. Quando si confrontano con Hans Chuckman, un membro di Ouroboros, il sindaco accetta di rilasciare Jake, con Ivan che si trasforma in Chuckman e prende il suo posto per infiltrarsi a Ouroboros. Tuttavia, Jake si rifiuta di rilasciare gli ostaggi, scegliendo invece di tenerli nel palmo della mano. Per riconquistare la fiducia del pubblico, il presidente di Hero TV, Albert Maverick, chiede a Barnaby di rivelare il suo passato al pubblico. Nel frattempo, Ivan arriva al nascondiglio di Jake, ma viene scoperto da Jake. |                   |                  |
| 12       | 12 | Attenzione alla serpe in seno. 「草の中にいる蛇に用心せよ」 - Kusa no naka ni iru hebi ni yōjin seyo | 18 giugno 2011    | 28 febbraio 2021 |
| 12       | 12 | Barnaby tenta di affrontare Jake, ma riesce a fuggire quando Kotetsu lo carica, facendo perdere a Barnaby la fiducia in lui. Ivan, che era stato costretto a fare da esca sotto forma di Chuckman, viene recuperato e mandato in ospedale. Jake sfida gli eroi in una serie di combattimenti uno contro uno, promettendo di arrendersi se perde, ma di far saltare in aria le colonne di supporto della città se vince. I primi due eroi, Keith "Sky High" Goodman e Antonio "Rock Bison" Lopez, vengono facilmente sconfitti dall'abilità di Jake di creare barriere. Mentre Ivan rivela ai superiori che Kriem, un altro membro di Ouroboros, sta controllando gli Orsi Pazzi che pilotano i mech, Kotetsu combatte una battaglia unilaterale contro Jake e finisce gravemente ferito. Agnes riesce a ritardare la partita successiva fino al mattino per dare ai superiori il tempo di impostare un segnale di disturbo per i mech. Mentre Barnaby si prepara per il suo match, Jake annuncia che distruggerà metà della città se Barnaby perde. |                   |                  |
| 13       | 13 | La fiducia è una pianta che cresce con lentezza. 「信頼という木は大きくなるのが遅い木である」 - Shinrai to iu ki wa ōkikunaru noga osoi ki dearu | 25 giugno 2011    | 28 febbraio 2021 |
| 13       | 13 | Nonostante le sue ferite, Kotetsu lascia l'ospedale per trovare Barnaby, che se la sta cavando male contro Jake. Kotetsu dice a Barnaby che ha capito che Jake può leggere i movimenti delle persone usando il super udito come secondo potere, e gli dà una granata sonora come contromisura. Sebbene questa granata inizialmente sembri inefficace, si rivela essere una granata stordente, che fa abbassare la guardia a Jake e lascia che Barnaby lo sconfigga. Kotetsu rivela che il secondo potere di Jake è in realtà la lettura della mente, proponendo un falso piano a Barnaby per fuorviare Jake. Kriem minaccia di far saltare in aria la città usando i mech, ma nel frattempo sono stati messi fuori servizio da Karina, Nathan e Pao-Lin. Jake cerca di fuggire, ma quando spara a Kotetsu, colpisce invece l'elicottero di Kriem, facendolo schiantare su di lui. Alla fine dell'episodio, Barnaby si rivolge a Kotetsu per nome, segno che ora si fida di lui come suo partner. |                   |                  |
| 14       | 14 | L'amore è cieco. 「恋は盲目」 - Koi wa mōmoku | 2 luglio 2011     | 28 febbraio 2021 |
| 14       | 14 | Dieci mesi dopo l'incidente di Ouroboros, Kotetsu e Barnaby sono una squadra di supereroi di successo e popolare. Barnaby ha vinto il premio di giocatore più prezioso della scorsa stagione e Kotetsu è salito al quarto posto in classifica, mentre Antonio è sceso all'ultimo posto. Durante le prove per un concerto congiunto con il duo, Karina si rende conto di provare dei sentimenti per Kotetsu. Tuttavia, i suoi compagni di classe cercano di convincerla del contrario quando lei glielo accenna vagamente. Al concerto, un ladro nel backstage si intrufola nel camerino di Karina e ruba la sua borsa, che contiene un asciugamano dato a Karina da Kotetsu per sostituire quello che ha rovinato con del caffè spezzato. Dopo aver capito che il ladro ha il potere dell'invisibilità mentre trattiene il respiro, Kotetsu si precipita dietro di lui, scoprendo che le sue abilità sono aumentate di potenza, ma si esauriscono prima del solito. Di conseguenza, il criminale viene catturato da Antonio, dandogli una spinta alla carriera di cui aveva bisogno. Anche se Kotetsu cerca di spiegare che è successo qualcosa ai suoi poteri, Barnaby e Karina pensano che sia modesto, volendo semplicemente aiutare Antonio. |                   |                  |
| 15       | 15 | Nessun limite. 「限界は空高くに…」 - Genkai wa soratakaku ni… | 9 luglio 2011     | 28 febbraio 2021 |
| 15       | 15 | Dopo essere stato superato da Barnaby in classifica, Keith inizia a mettere in discussione la sua capacità di proteggere le persone. Mentre cammina per il parco, si imbatte in una strana ragazza di nome Cis, con la quale condivide le sue preoccupazioni. Karina, Nathan e Pao-Lin giungono alla conclusione che è innamorato e gli danno un consiglio che cade nel vuoto. Nel frattempo, Ben Jackson, ex capo di Kotetsu e ora tassista, si preoccupa quando sente parlare dei crescenti poteri di Kotetsu. Dopo che Cis viene prelevata da uno strano uomo, perde il controllo quando vede un cartellone pubblicitario di Kotetsu e Barnaby, portando i due a combattere. Si scopre che Cis è un androide costruito dall'uomo, il dottor Rotwang, che lavorava per i genitori di Barnaby. Mentre il potere di Kotetsu si esaurisce di nuovo presto, Keith, che è stato in qualche modo ispirato da Cis, appare e riesce a distruggere l'androide, non rendendosi conto di chi fosse a causa del travestimento umano di Cis che si sta bruciando. Successivamente, Kotetsu viene chiamato da Ben, che gli dice che i cambiamenti nel suo potere potrebbero significare che presto scomparirà. |                   |                  |
| 16       | 16 | La verità è in fondo al pozzo. 「真実は井戸の底にある」 - Shinjitsu wa ido no soko ni aru | 16 luglio 2011    | 28 febbraio 2021 |
| 16       | 16 | Dopo un altro incontro con Lunatic, Barnaby supera il record di punti di tutti i tempi di Mr. Legend, mentre Kotetsu nota che il limite di tempo del suo potere sta ancora diminuendo. Barnaby racconta a Kotetsu di come Maverick si sia preso cura di lui dopo la morte dei suoi genitori. Nel frattempo, Lunatic ricorda come ha ucciso suo padre, Mr. Legend, mentre picchiava sua madre, che tuttavia lo odia e lo teme ancora per questo. Parlando di nuovo con Ben, Kotetsu scopre che Mr. Legend è diventato un alcolizzato dopo aver mostrato i suoi stessi sintomi di degradazione del potere, con il risultato che Hero TV ha inscenato i suoi arresti per preservare la sua immagine. Successivamente, Kotetsu incontra un criminale noto come The Lady Killer, ma viene facilmente sconfitto quando i suoi poteri si esauriscono, lasciando il colpevole alla mercé di Lunatic. |                   |                  |
| 17       | 17 | Il sangue non è acqua. 「血は水よりも濃い」 - Chi wa mizu yori mo koi | 23 luglio 2011    | 28 febbraio 2021 |
| 17       | 17 | Kotetsu si prende una vacanza pagata per visitare la sua città natale e la sua famiglia. Sua madre Anju e suo fratello maggiore Muramasa si rendono presto conto che qualcosa non va in lui e ha difficoltà a stare dalla parte buona di sua figlia Kaede. Mentre confessa a Muramasa che i suoi poteri sono in declino, Kotetsu ricorda la promessa che ha fatto alla sua defunta moglie Tomoe di essere sempre un eroe, pochi istanti prima che morisse. Il giorno dopo, Kaede è intrappolata in un tempio quando scoppia una tempesta. Kotetsu usa il suo potere, localizzando Kaede grazie al suo udito acuto, e riesce a salvarla anche dopo che il suo potere si esaurisce. Dopo essersi riconciliato con sua figlia, Kotetsu decide di dimettersi dall'essere un eroe e concentrarsi sulla sua famiglia. Quando Kaede gli dice addio, Kotetsu è sorpreso di scoprire che lei è una NEXT, visto che stava correndo dietro al treno usando i suoi poteri. |                   |                  |
| 18       | 18 | Beata ignoranza. 「知らぬが仏」 - Shiranu ga hotoke | 30 luglio 2011    | 28 febbraio 2021 |
| 18       | 18 | Mentre Kotetsu cerca di trovare il coraggio di annunciare che si sta ritirando, Barnaby va a trovare Kriem, che si è risvegliata dal coma in cui si trovava dopo l'incidente di Jake. Parla di come Jake l'abbia salvata quando è stata ostracizzata dai suoi amici e dalla sua famiglia per essere una NEXT. Prima di suicidarsi, rivela che non è stato Jake a uccidere i genitori di Barnaby, poiché era con lei il giorno in cui sono stati uccisi. Barnaby nega, dicendo di ricordare chiaramente la morte dei suoi genitori, ma alcune ricerche video mostrano discrepanze tra la realtà e la memoria di Barnaby. Dopo questa rivelazione, il ricordo di Barnaby del volto dell'assassino continua a cambiare e inizia a dubitare se dovrebbe continuare ad essere un eroe, non dando a Kotetsu spazio per dirgli della sua intenzione di smettere. Nel frattempo, Kaede sta cercando di affrontare il suo potere emergente NEXT, la capacità di copiare il potere di qualsiasi NEXT che ha toccato, non rendendosi conto che suo padre è un NEXT nonostante questa rivelazione. |                   |                  |
| 19       | 19 | Senza via d'uscita. 「袋の鼠」 - Fukuro no nezumi | 6 agosto 2011     | 28 febbraio 2021 |
| 19       | 19 | Kotetsu porta Barnaby a ripercorrere i suoi passi durante il giorno in cui i suoi genitori sono stati uccisi nel tentativo di rinfrescare la sua memoria. Lungo la strada, compra a lui e a Barnaby spille commemorative abbinate. Barnaby sente Kotetsu dire a sua madre al telefono che smetterà di essere un eroe e lo affronta al riguardo. Kotetsu cerca invano di dissuaderlo e Barnaby lo rimprovera, dicendo che non può permettersi di avere un partner che non può fidarsi di lui prima di andarsene. Mentre si confida con Maverick, Barnaby riceve una chiamata da Samantha Taylor, la governante dei suoi genitori, che ha trovato una fotografia che la ritrae con Barnaby il giorno dell'omicidio, invece di Maverick come ricordava. Maverick confessa poi di aver ucciso i genitori di Barnaby quando hanno scoperto che stava fornendo la loro tecnologia robotica a Ouroboros per mettere in scena emozionanti arresti per la nascente Hero TV. Rivela anche di essere un NEXT con la capacità di riscrivere i ricordi, che aveva usato per coprire le sue tracce. Maverick quindi usa di nuovo il suo potere su Barnaby. |                   |                  |
| 20       | 20 | Chi fa più carezze che non suole, o t'ha gabbato o gabbar ti vuole. 「口に蜜あり、腹に剣あり」 - Kuchi ni mitsu ari, hara ni ken ari | 13 agosto 2011    | 28 febbraio 2021 |
| 20       | 20 | Maverick ha riscritto i ricordi di Barnaby, facendogli credere ancora una volta che i suoi genitori siano stati uccisi da Jake. Più tardi cerca di riscrivere anche la memoria di Kotetsu manomettendo il suo caffè, ma non ci riesce a causa di Samantha che chiama Kotetsu riguardo alla fotografia che aveva mostrato a Barnaby. Maverick organizza l'esplosione di una bomba per distrarre Kotetsu e fa rapire Samantha e poi ucciderla, distruggendo la fotografia nel processo. Quando Kotetsu inizia ad avvicinarsi alla verità trovando la spilla di Barnaby nell'ufficio di Maverick, Maverick decide di incastrare Kotetsu per l'omicidio di Samantha e sovrascrivere i ricordi di tutti alla Hero TV, manomettendo il loro vino, di Kotetsu come il NEXT noto come Wild Tiger. |                   |                  |
| 21       | 21 | Aiutati che il ciel t'aiuta. 「天は自ら助くる者を助く」 - Ten wa mizukara tasukuru mono wo tasuku | 20 agosto 2011    | 28 febbraio 2021 |
| 21       | 21 | Kotetsu cerca di capire cosa sta succedendo mentre sfugge agli eroi, mentre Yuri si insospettisce quando scopre che non ci sono file su Kotetsu e che tutti i dati su Wild Tiger sono stati bloccati. Nel frattempo, a Kaede viene raccontata la verità sul fatto che Kotetsu sia Wild Tiger e decide di dirigersi verso Stern Bild. Kotetsu viene messo alle strette da Karina e cerca di dimostrare la sua identità dicendole cose che solo loro due saprebbero, ma lei non si fida di lui con l'arrivo di una falsa Tigre Selvaggia. Tuttavia, sembra che fosse riuscito a metterla in contatto con lei in anticipo, molto probabilmente a causa dei suoi sentimenti per lui. Yuri, credendo nell'innocenza di Kotetsu, appare come Lunatic e lo aiuta a fuggire. Kotetsu capisce che Maverick lo ha incastrato e si riunisce con Ben, che gli dà il suo vecchio costume da Tigre Selvaggia. Quando Kaede raggiunge Stern Bild, ha un breve scontro con Maverick, copiando involontariamente il suo potere nel processo. Indossando il suo vecchio costume, Kotetsu decide di chiamare gli altri eroi. |                   |                  |
| 22       | 22 | La fortuna spesso si nasconde nella malasorte. 「人間万事塞翁が馬」 - Ningen（Jinkan）banji saiō ga uma | 27 agosto 2011    | 28 febbraio 2021 |
| 22       | 22 | Kotetsu cerca di far ricordare agli altri eroi che lui è Wild Tiger menzionando i loro segreti e le loro abitudini personali, ma nessuno gli crede completamente. Kaede appare e usa il potere copiato di Maverick per ripristinare i ricordi degli altri eroi. Kotetsu deduce e spiega agli altri eroi che Maverick è un NEXT manipolatore della memoria e l'unico responsabile di averlo incastrato. Barnaby arriva sulla scena, ma Kaede non riesce a ripristinare la sua memoria perché è stata data una pacca sulla spalla pochi istanti prima da Keith, sostituendo il potere di Maverick con il suo. Kotetsu indossa il suo solito costume e attira via Barnaby per cercare di risvegliare i suoi ricordi in qualche altro modo. Nel frattempo, Maverick manda la falsa Tigre Selvaggia a inseguire gli altri eroi. |                   |                  |
| 23       | 23 | Le disgrazie non vengono mai sole. 「不幸は単独では来ない」 - Fukō wa tandoku de wa konai | 3 settembre 2011  | 28 febbraio 2021 |
| 23       | 23 | Kotetsu affronta gli attacchi di Barnaby, cercando di farglielo ricordare, riuscendoci infine quando chiama Barnaby con il suo odiato soprannome. Mentre tornano verso Apollon Media con Saito e Ben, scoprono che Maverick ha preso in ostaggio Kaede e gli altri eroi, tenendoli alla Justice Tower. Arrivati alla torre, scoprono che la falsa Tigre Selvaggia è un robot chiamato "H-01" creato dal Dr. Rotwang, che lavora in combutta con Maverick, che sta progettando di sostituire tutti gli eroi con androidi. Nel frattempo, il resto degli eroi è intrappolato in gabbie con bombe attaccate al collo. Il dottor Rotwang li informa che solo il primo a disattivare la sua bomba sarà risparmiato, a costo della vita degli altri, e tutti loro verranno uccisi se nessuno di loro lo farà prima che Tiger e Barnaby vengano sconfitti dal robot. |                   |                  |
| 24       | 24 | Chi non risica non rosica. 「虎穴に入らずんば虎子を得ず」 - Koketsu ni irazunba koji wo ezu | 10 settembre 2011 | 28 febbraio 2021 |
| 24       | 24 | Mentre Kotetsu e Barnaby lottano contro H-01 in attesa che i loro poteri si ricarichino, Rotwang continua a incitare gli eroi per cercare di farli sacrificare gli altri, nascondendo il fatto che premendo il pulsante sui loro collari li ucciderà tutti comunque. Sebbene Kotetsu e Barnaby continuino a lottare anche quando attivano i loro poteri, la fede di Karina in loro aiuta a calmare gli altri eroi mentre Kaede, usando i poteri di Karina, riesce a fermare Rotwang e salvare gli eroi. Kotetsu riesce a tenere premuto H-01, permettendo a Barnaby di distruggerlo con la sua stessa arma. Tuttavia, a causa dell'esaurimento del suo potere, Kotetsu non è in grado di schivare il colpo in tempo e riceve ferite mortali. |                   |                  |
| 25       | 25 | Immortalità eterna. 「永久不滅」 - Eikyū fumetsu | 17 settembre 2011 | 28 febbraio 2021 |
| 25       | 25 | Mentre gli eroi e Kaede piangono l'apparente morte di Kotetsu, Maverick invia molti altri androidi H-01 per attaccarli, ma Saito riesce a fermarli grazie a una modalità di sicurezza implementata dai genitori di Barnaby. Non avendo più bisogno del Dr. Rotwang, Maverick lo uccide, vantandosi che sfuggirà alla giustizia grazie alla sua reputazione e al suo potere NEXT. Tuttavia, Agnes, che ha recuperato la memoria quando ha visto Kaede usare il potere di Maverick in televisione, rivela di aver trasmesso lo sproloquio di Maverick in diretta. Esposto e messo alle strette, Maverick prende in ostaggio Kaede, ma viene salvata da Kotetsu, che era solo svenuto per il dolore delle sue ferite. Dopo aver rivelato di non essere il leader di Ouroboros, Maverick usa il suo potere su se stesso, lasciandolo in uno stato di torpore. Maverick viene preso in custodia, solo per essere ucciso da Lunatic. Kotetsu annuncia il suo ritiro, con Barnaby che decide di ritirarsi anche lui, in modo da poter iniziare la propria vita. Un anno dopo, Kotetsu, nonostante il suo potere ulteriormente diminuito, ritorna ai suoi doveri di eroe. Quando non riesce a catturare un criminale, cade attraverso il tetto di vetro di un edificio di una concessionaria di auto. Fortunatamente, Barnaby ritorna appena in tempo e lo cattura prima di essere schiacciato sul tetto di un'auto. In una scena di epilogo, un ragazzino che sta per acquistare una carta collezionabile dell'eroe perde in mano una banconota da un dollaro Stern, che cade in una pozzanghera d'acqua rivelando il logo Ouroboros nascosto sotto l'inchiostro. |                   |                  |

### Seconda stagione
| Nº serie      | Nº | Titolo italiano Giapponese 「Kanji」 - Rōmaji | In onda        | In onda        |
| Nº serie      | Nº | Titolo italiano Giapponese 「Kanji」 - Rōmaji | Giapponese     | Italiano       |
| Prima parte   |    | |                |                |
| 26            | 1  | A buon intenditor poche parole. 「一を聞いて十を知る」 - Ichi wo kiite jū wo shiru | 8 aprile 2022  | 8 aprile 2022  |
| 27            | 2  | Ognuno porta la sua croce. 「他人の荷物の重さは、誰にも分からない」 - Tanin no nimotsu no omo-sa wa, darenimo wakaranai                                                                | 8 aprile 2022  | 8 aprile 2022  |
| 28            | 3  | Dove entra il sospetto, la quiete fugge. 「疑いは悪霊を呼び寄せる」 - Utagai wa akuryō o yobiyoseru                                                                                    | 8 aprile 2022  | 8 aprile 2022  |
| 29            | 4  | Non rimandare a domani quello che puoi fare oggi. 「今日できることを明日に延ばすな」 - Kyō dekiru koto o ashita ni nobasu na                                                           | 8 aprile 2022  | 8 aprile 2022  |
| 30            | 5  | Vivi e lascia vivere. 「自分も生き、他人も生かせ」 - Jibun mo iki, tanin mo ikase | 8 aprile 2022  | 8 aprile 2022  |
| 31            | 6  | Largo ai giovani. 「後生おそるべし」 - Goshō oso rubeshi | 8 aprile 2022  | 8 aprile 2022  |
| 32            | 7  | I bambini sono la bocca della verità. 「赤子の口から宝石」 - Akago no kuchi kara hōseki                                                                                                | 8 aprile 2022  | 8 aprile 2022  |
| 33            | 8  | Mai giudicare un libro dalla sua copertina. 「外見だけでは中身を判断できない」 - Gaiken dakede wa nakami o handan dekinai                                                              | 8 aprile 2022  | 8 aprile 2022  |
| 34            | 9  | Uomo avvisato, mezzo salvato. 「雨が降り始めてからレインコートを作らせるな」 - Ame ga ori hajimete kara reinkōto o tsukura seru na                                                     | 8 aprile 2022  | 8 aprile 2022  |
| 35            | 10 | L'orgoglio viene prima della caduta. 「驕りが滅亡の前にやってくる」 - Ogori ga metsubō no mae ni yattekuru                                                                             | 8 aprile 2022  | 8 aprile 2022  |
| 36            | 11 | Non tutti i mali vengono per nuocere. 「どの雲も裏は銀色」 - Dono kumo mo ura wa gin'iro                                                                                               | 8 aprile 2022  | 8 aprile 2022  |
| 37            | 12 | Tentar non nuoce. 「人の難局は神の好機」 - Hito no nankyoku wa kami no kōki | 8 aprile 2022  | 8 aprile 2022  |
| 38            | 13 | La goccia scava la roccia. 「点滴、石を穿つ」 - Tenteki, ishi o ugatsu | 8 aprile 2022  | 8 aprile 2022  |
| Seconda parte |    | |                |                |
| 39            | 14 | Aprile piovoso, maggio ventoso, anno fruttuoso 「3 月の風と 4 月のにわか雨が 5 月 4 日の花をもたらす」 - 3 Tsuki no kaze to 4 tsuki no niwakaame ga 5 tsuki 4-nichi no hana o motarasu | 7 ottobre 2022 | 7 ottobre 2022 |
| 40            | 15 | Chi non risica, non rosica. 「痛みなくして得るものなし。」 - Itami naku shite eru mono nashi.                                                                                          | 7 ottobre 2022 | 7 ottobre 2022 |
| 41            | 16 | Un amico si vede nel momento del bisogno. 「困った時の友が、真の友。」 - Komatta toki no tomo ga, shin no tomo.                                                                        | 7 ottobre 2022 | 7 ottobre 2022 |
| 42            | 17 | Chi ha i denti non ha il pane e chi ha il pane non ha i denti. 「神々は歯のない人々に木の実を送った」 - Kamigami wa ha no nai hitobito ni konomi o okutta                              | 7 ottobre 2022 | 7 ottobre 2022 |
| 43            | 18 | Vale più un testimone di vista che dieci di udito. 「目撃者1人は10人の伝聞よりも優れている」 - Mokugeki-sha 1-ri wa 10-ri no denbun yori mo sugurete iru                               | 7 ottobre 2022 | 7 ottobre 2022 |
| 44            | 19 | Non puoi insegnare al granchio a camminare diritto. 「カニをまっすぐ歩かせることはできない」 - Kani o massugu aruka seru koto wa dekinai                                               | 7 ottobre 2022 | 7 ottobre 2022 |
| 45            | 20 | La notte è più buia subito prima dell'alba. 「一番暗い時間帯は夜明け前」 - Ichiban kurai jikantai wa yoake mae                                                                         | 7 ottobre 2022 | 7 ottobre 2022 |
| 46            | 21 | Nulla viene dal nulla. 「何も生まれない」 - Nani mo umarenai | 7 ottobre 2022 | 7 ottobre 2022 |
| 47            | 22 | Gli eventi futuri proiettano la loro ombra nel passato. 「来る出来事が前に影を落とす」 - Kitaru dekigoto ga mae ni kagewootosu                                                         | 7 ottobre 2022 | 7 ottobre 2022 |
| 48            | 23 | Chi sta a vedere, ha due terzi del gioco. 「見物人はゲームのほとんどを見る」 - Kenbutsunin wa gēmu no hotondo o miru                                                                   | 7 ottobre 2022 | 7 ottobre 2022 |
| 49            | 24 | L'unione fa la forza. 「団結は強さ」 - Danketsu wa tsuyo-sa | 7 ottobre 2022 | 7 ottobre 2022 |
| 50            | 25 | Oggi non è solo lo ieri di domani. 「今日は明日の昨日だけじゃない」 - Kyō wa ashita no kinō dake janai                                                                                 | 7 ottobre 2022 | 7 ottobre 2022 |